# Willem van Hanegem
Willem van Hanegem [ˈʋɪləm ˈʋɪm vɑn ˈɦaːnəɣɛm] dit « Will van Hanegem » est né le 20 février 1944 à Breskens. Il s'agit d'un ancien footballeur néerlandais qui évoluait au poste de milieu de terrain. Au cours de sa carrière qui a duré vingt ans, il a gagné trois championnats des Pays-Bas, une Coupe d'Europe, une Coupe UEFA ainsi que deux coupes des Pays-Bas. Il a également été finaliste de la Coupe du monde de football 1974. En tant qu'entraîneur, il a remporté un championnat et une coupe avec Feyenoord et a occupé le poste d'entraîneur adjoint de l'équipe nationale néerlandaise. Sa dernière expérience de coach fut pour le FC Utrecht lors de la saison de 2007-2008. Il est surnommé De Kromme en raison de son dos voûté. Il est également le père de Willem van Hanegem Jr, membre du groupe électro W&W.

## Biographie
Lors de la finale perdue face à l'Allemagne en Coupe du Monde, il déclare : « (Les nazis) ont tué mon père, ma sœur et deux de mes frères. Tout cela m'angoisse. Je les hais ».

## Parcours
- 1962-1966 : Velox  Pays-Bas
- 1966-1968 : Xerxes  Pays-Bas
- 1968-1976 : Feyenoord Rotterdam  Pays-Bas
- 1976-1979 : AZ Alkmaar  Pays-Bas
- 1978-1979 : Chicago Sting  États-Unis
- 1979-1981 : FC Utrecht  Pays-Bas
- 1981-1983 : Feyenoord Rotterdam  Pays-Bas

## Palmarès
- Vainqueur de la coupe d’Europe des clubs champions en 1970
- Vainqueur de la coupe UEFA en 1974
- Vainqueur du championnat des Pays Bas en 1969, 1971, 1974
- Vainqueur de la coupe des Pays Bas en 1969, 1978 (AZ Alkmaar)
- Nommé meilleur joueur des Pays Bas de l'année 1971
- 52 sélections et 6 buts avec l'équipe des Pays-Bas entre 1968 et 1979[3].